# Giuseppe Gariboldi

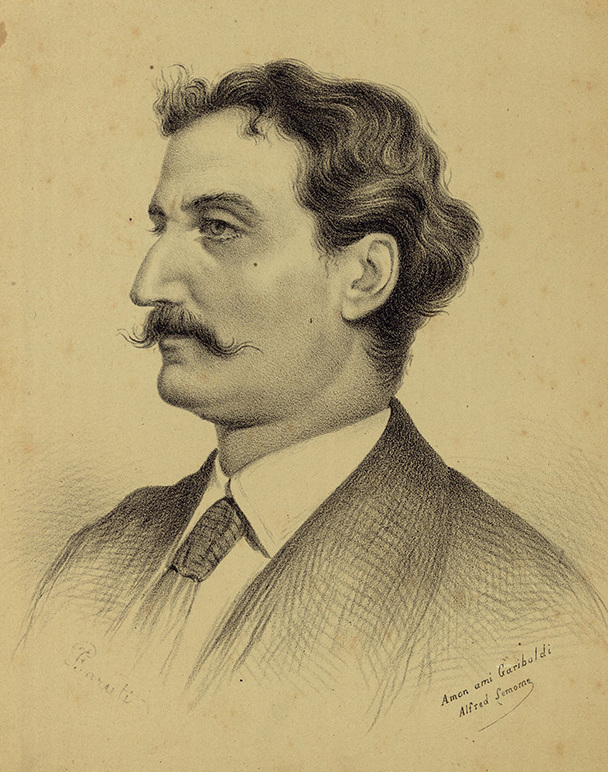
De Italiaanse fluitist Giuseppe Gariboldi

Giuseppe (Francesco Gabriele Patrizio Gaspare) Gariboldi (Macerata, 17 maart 1833 – Castelraimondo, 12 april 1905) was een Italiaans fluitist en componist.
Gariboldi kreeg zijn opleiding bij Giuseppe D’Aloè en Domenico Concordia  in zijn geboorteplaats. Daarna gaf hij concerten in de regio en was hij actief als eerste fluitist in opera's, balletten en carnavalsvoorstellingen. In 1848, op 18-jarige leeftijd, werd hij lid van een studentencompagnie en ging hij naar Veneto, om deel te nemen aan de veldslagen van Cornuda en Monte Berico. Hij kreeg een eremedaille van de gemeente Vicenza. Met de aanhangers van Giuseppe Mazzini smeedde hij plannen voor de bevrijding van Italië  en streed hij voor oprichting van "Jong Italië". Wegens deze activiteiten werd hij gezocht door de politie, en vluchtte hij in 1856 naar Paris waar hij steun kreeg van Gioacchino Rossini. Hij werkte er als zangdocent, componist en fluitvirtuoos. Na de aanslag op Napoleon III moest hij in 1859 voor 3 jaar Frankrijk verlaten en gaf hij van 1859 tot 1861 concerten in voornamelijk België en Nederland, maar ook Engeland en Oostenrijk. Gedurende de Frans-Duitse Oorlog in 1870 werkte hij voor het Rode Kruis. Van 1871 tot 1895 was hij docent fluit en compositie aan het Collège Rollin (nu Lycée Jacques-Decour) in Parijs. In 1905 keerde hij terug naar Italië met zijn vrouw, de fluitiste Elmira Thomas.
Zijn oeuvre omvat meer dan 420 werken voor fluit, zowel solo als met pianobegeleiding. De meeste van deze stukken hebben geen repertoire gehouden. Een aantal van zijn etudes worden nog steeds gebruikt in de lespraktijk, namelijk Etudes mignonnes op. 131, 20 Petites études op. 132, Exercices journaliers op. 89 en 15 Etudes modernes et progressives. Ze worden ook gebruikt als lesmateriaal voor klarinet.
Gariboldi componeerde ook vele liederen en drie operettes.